# Бауманский переулок (Воронеж)
Бауманский переулок — улица в исторической части Воронежа. Двумя участками со смещением — от Петровской набережной до улицы Белинского (протяжённость около 260 м) и от улицы Белинского к улице Таранченко (протяжённость около 145 м). Местами не имеет проезжей части.

## История

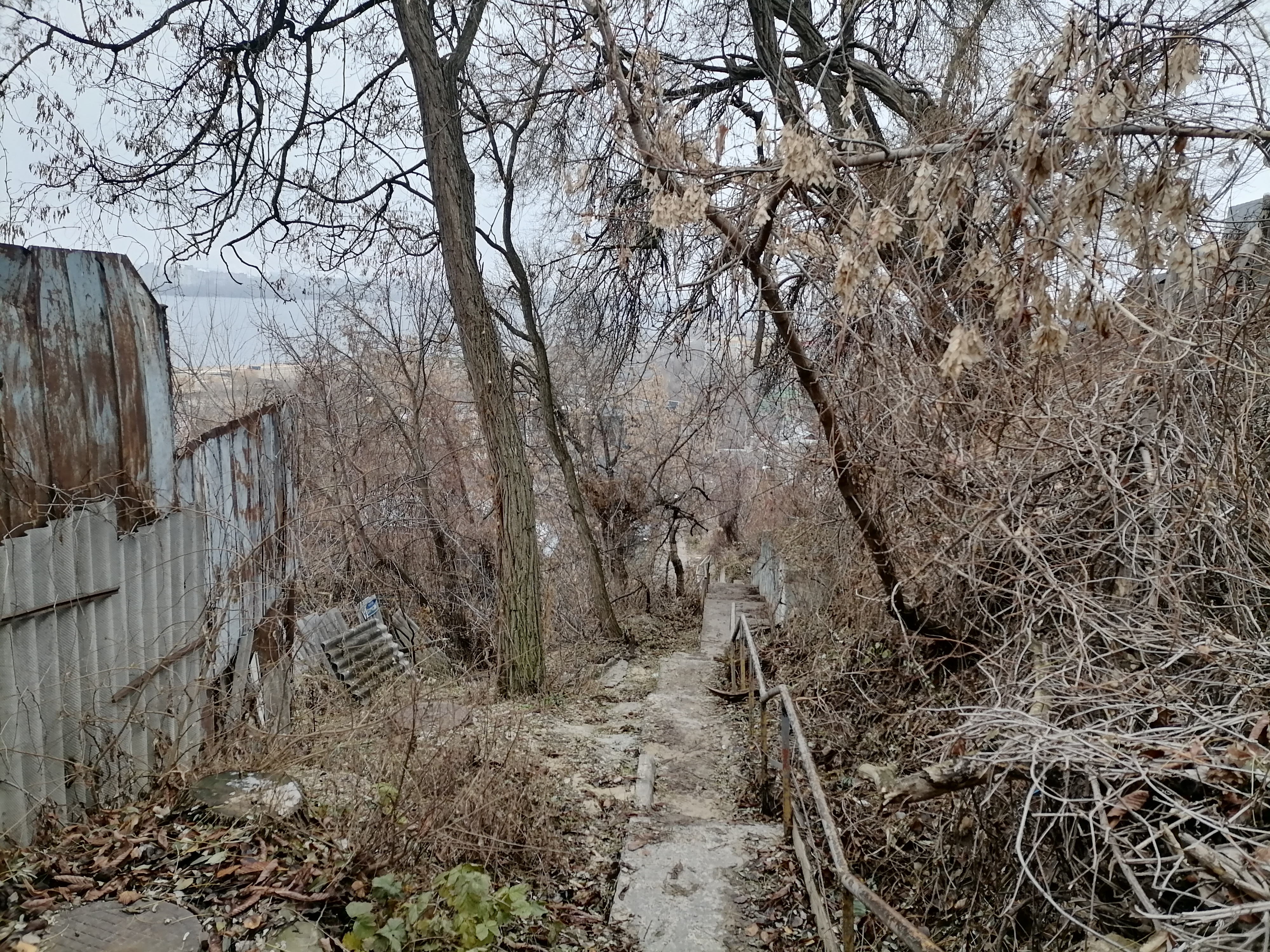
Пешеходный участок переулка

Переулок застраивался с рубежа XVI / XVII веков. Прошёл по территории Затинной слободы, упоминаемой в «Дозорной книге» (1615), месте жительства затинщиков, военнослужащих в Воронежской крепости при малокалиберных артиллерийских орудиях — затинных пищалей.
Через нижнюю часть переулка проходила дорога от Затинных ворот крепости к реке Воронеж. Верхний отрезок идёт по прежней территории крепости.
Нынешний переулок сложился к XVIII веку, лишь после создания Воронежского водохранилища участок, проходивший по берегу от улицы Софьи Перовской (Большой Успенской) до самой реки, оказался затоплен.
Историческое название переулка было связано с Вознесенской улицей (современная улица Таранченко), от которой он отходил, и с Вознесенской церковью (не сохранилась) — в документах XVIII века переулок был назван Вознесенским переулком (несколько позднее — в первой половине XIX века Вознесенским именовали также прибрежную часть современной ул. Володарского.), с первой половины XIX века использовалось также название — 2-я Вознесенская улица, со второй половины этого столетия наиболее распространённым стало название «Вознесенский переулок».
Нижний участок переулка, от ул. Белинского к реке, в документах 1880-х годов именовался Капканщиковым переулком, поскольку на реке находилась содержавшаяся известными воронежскими купцами Капканщиковыми «Капканщикова мойка», где промывали шерсть. Возле «мойки» было традиционное место купания горожан.
В конце XVIII — начале XIX века на остатках Петровского адмиралтейского двора был построен салотопенный завод.

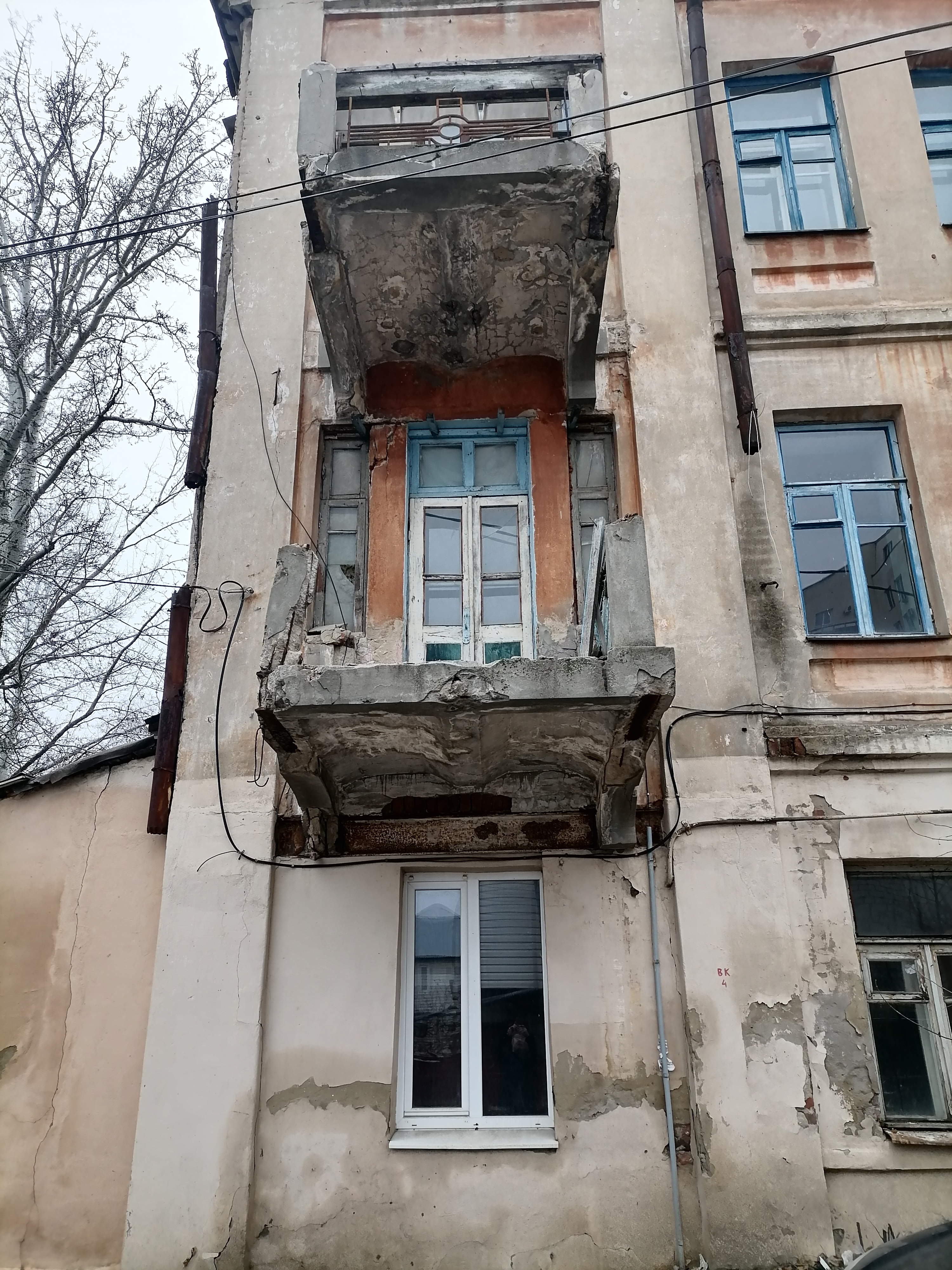
Доходный дом Фирюпкина

В начале XX столетия нижний участок переулка именовался Девяткиным переулком, по фамилии владелицы усадьбы ниже современного д. 11 — мещанки Татьяны Иосифовны Девяткиной, название стало официальным в первые годы советской власти.
В 1928 году переулкам дали единое название — Бауманский — в память об видном русском революционере-большевике Н. Э. Баумане (1873—1905). Николай Эрнестович приезжал в Воронеж в 1902 году.
Последний дом в верхней части Бауманского переулка — памятник архитектуры — доходный дом крестьянина-предпринимателя, владельца торговой фирмы К. М. Фирюпкина (д. 39, 1914—1915).